# Veromies
Veromies (en suédois : Skattmans) est un quartier de Vantaa, une des principales villes de l'agglomération d'Helsinki en Finlande,,,.

## Présentation
Le quartier de Veromies a des bâtiments de petites industries et de bureaux, ainsi que quelques hôtels.
Le quartier est desservi par la Kehärata à la gare de Aviapolis.

## Galerie

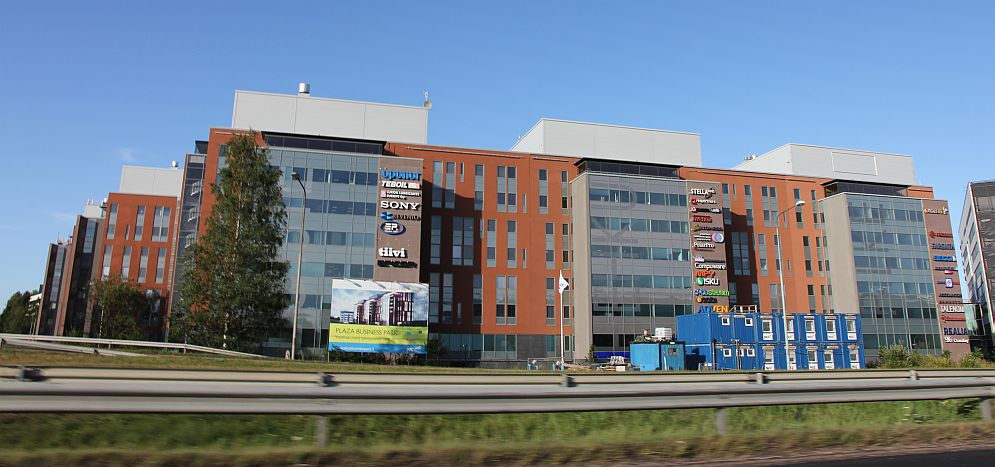
Bâtiments au bord du Kehä III[6].
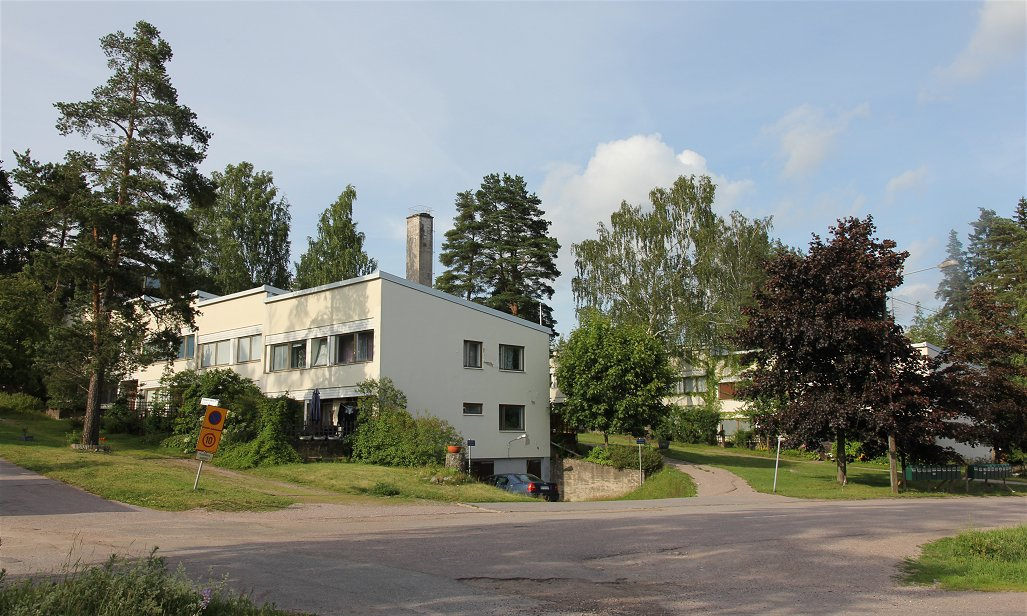
Aerola de Alvar Aalto.
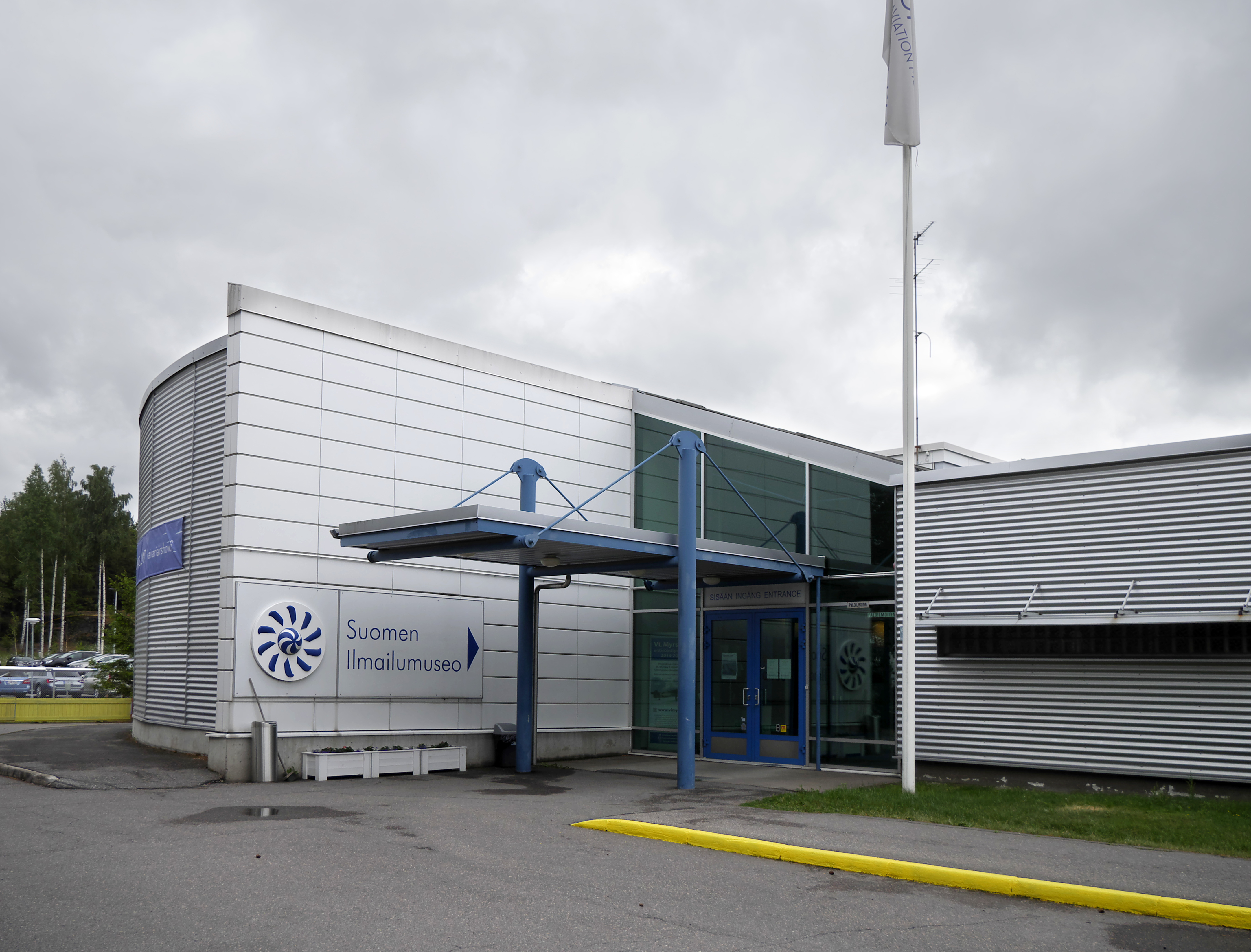
Musée de l'aviation.

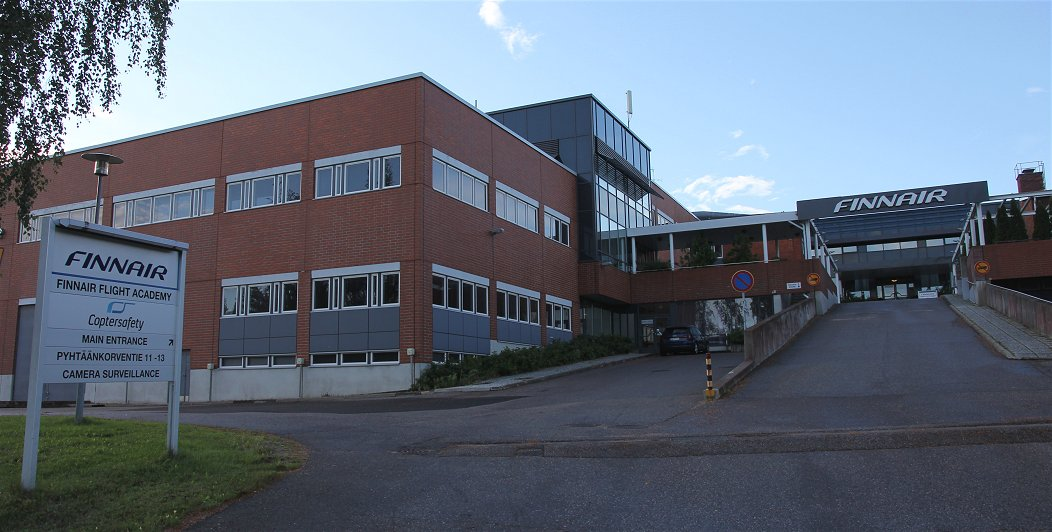
Académie du vol de Finnair.
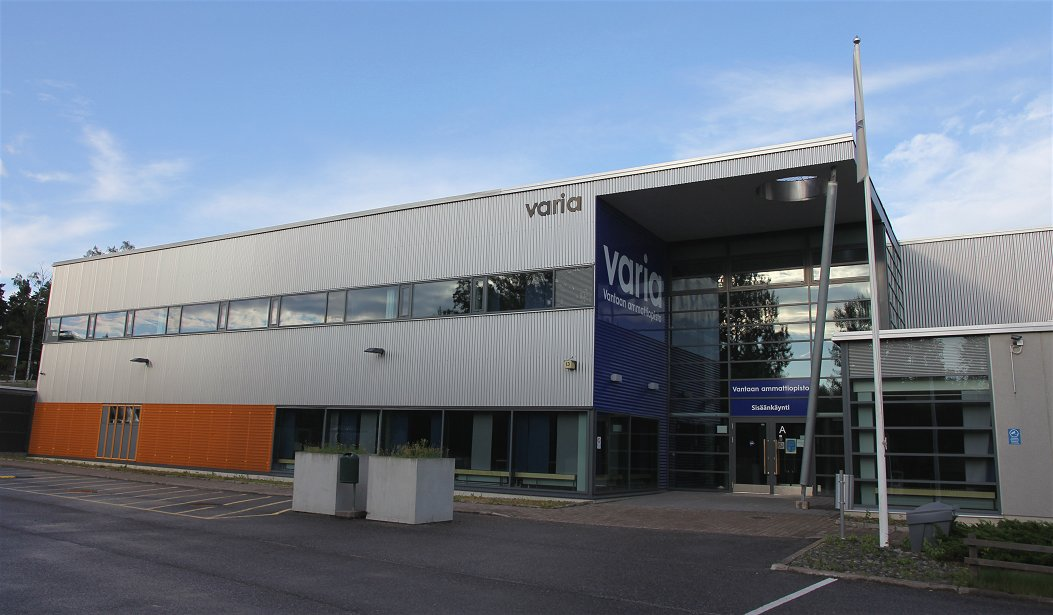
École professionnelle Varia.